# Hermannobates scoparius
Hermannobates scoparius är en kvalsterart som beskrevs av Pérez-Íñigo och Baggio 1993. Hermannobates scoparius ingår i släktet Hermannobates och familjen Hermanniellidae. Inga underarter finns listade i Catalogue of Life.